# Marem Ladson
Marem Ladson (Orense, 18 de octubre de 1997), es una cantante, compositora y guitarrista estadounidense-española. Su música combina letras introspectivas con elementos rock, pop y folk.  

## Biografía y carrera musical
Nacida en 1997 en Orense, de padre afroamericano y madre española, creció entre Galicia y Nueva York. Desde pequeña empezó a escribir poemas y canciones tras aprender a tocar la guitarra. Tras una etapa viviendo en Estados Unidos, regresó a España y comenzó a dar sus primeras actuaciones en el Café Pop Torgal, teloneando a artistas como Laura Gibson y Denison Witmer.
En 2017 publicó su primer sencillo All My Storms, que le puso en el punto de mira de medios musicales y la escena musical independiente española. Con apenas una canción publicada, Marem comenzó a tocar en grandes festivales como el Dcode, Vida Festival o Monkey Week. Un año después salió su primer disco homónimo Marem Ladson (2018), un disco compuesto por once canciones que se pasean por el pop, el rock y el folk, y hablan de autoafirmación, mostrando a una artista precoz y de enorme talento. Grabado de la mano de Brian Hunt y Juan Diego Gosálvez en El Invernadero (Madrid), fue nombrado por numerosas publicaciones como uno de los mejores álbumes de 2018. Tras el lanzamiento del disco, Marem realizó una intensa gira de conciertos en España y Portugal, tocando en los principales festivales de España y teloneando a artistas como Cat Power.
En 2019 publicó un nuevo sencillo, Nothing Really Matters, en el que explora un nuevo sonido e incorpora el español en sus letras. En esta canción, nos abre un mundo fascinante en el que inglés y castellano se dan la alternativa con total naturalidad y en el que el R&B, pop y folk contemporáneo tienen cabida. Ese mismo año también salió Otras Alas en colaboración con Natalia Lacunza, una canción intimista que ha alcanzado cerca de 3 millones de reproducciones en plataformas digitales, y en la que se mezclan recursos como el vocoder, sintetizadores y percusiones electrónicas, con elementos orgánicos.
Su último lanzamiento, Azul (2020), es un EP que contiene canciones escritas tanto en español como en inglés, incluyendo el sencillo No Sentir Nada, Círculos y Savior. A través de sus composiciones introspectivas, en las que combina sonidos contemporáneos con influencias de pop, folk y R&B, la cantante encuentra fuerza en la vulnerabilidad al reflexionar sobre la dualidad de su herencia bicultural. Azul ha recibido muy buena acogida entre el público y la crítica especializada, recibiendo elogios de medios como 'Refinery29 y NPR, que publicó, "her sumptuous hooks and sweetly lilting vocals seem to form a language unto themselves". También en 17 Latin Artists to Discover de Billboard, que compartió: "La sorprendente voz de la cantautora de 22 años nos llamó la atención y nos presentó la bien elaborada música folk-pop de Ladson con letras crudas y honestas".

## Influencias
La música de Marem tiene un pie en la tradición, mientras que el otro se asienta firmemente en el presente, mezclando influencias clásicas con texturas y sonidos contemporáneos. Al nacer en un mundo digital y globalizado, Marem tuvo la oportunidad de descubrir libremente muchas bandas y artistas que han influido y enriquecido su propio universo musical. Su curiosidad natural le permitió mezclar diferentes estilos y géneros y también moldeó su profunda comprensión de la música y su forma de crear canciones sin límites ni limitaciones. 
En diferentes ocasiones ha citado como artistas de referencia a Mazzy Star, Joni Mitchell, PJ Harvey, Fiona Apple, Kate Bush, Fleetwood Mac, Bob Dylan, Laura Marling.
Se enmarca en el contexto de la nueva ola de folk, pop y rock, de artistas como Nuria Graham, Amaia, Ferran Palau, Tulsa, Okay Kaya, Malena Zavala, Vagabon, Nilüfer Yanya, entre otros.

## Canciones en otros medios
Varias de las canciones de Marem Ladson han aparecido en series de televisión. Canciones como West, Born o Everything I´ve Ever Lost (is coming back) salen en la serie «Vida Perfecta» de Leticia Dolera, en la serie «Skam» y en la serie Un asunto privado.